# آرش افشین
آرش افشین (زاده ۱ بهمن ۱۳۶۷ در رامهرمز) بازیکن سابق فوتبال اهل ایران است.

## آغاز فوتبال و دوران باشگاهی
آرش افشین سالهای نوجوانی خود را در باشگاه بنیاد رامهرمز سپری کرد و در جوانی به تیم فرهنگ شهرداری رامهرمز پیوست و مدتی را به همراه این تیم در سوپرلیگ استان گذراند. افشین یک فصل را در تیم جوانان استقلال تهران سپری کرد و سپس به تیم امید این باشگاه ملحق شد. پس از یک فصل حضور در رده امید، با نظر مجید جلالی، به باشگاه فوتبال فولاد خوزستان اضافه شد و برای اولین بار بازی در لیگ برتر را تجربه کرد. افشین پس از ۴ فصل بازی در تیم بزرگسالان فولاد، در تابستان ۱۳۹۲، به باشگاه فوتبال سپاهان اصفهان پیوست. البته قبل از پیوستن به باشگاه سپاهان زمزمه‌های حضور در باشگاه لیل فرانسه و باشگاه استقلال به گوش می‌رسید. او پس از یک نیم فصل ناموفق در سپاهان مجدداً در ابتدای نیم فصل دوم ۱۳۹۲–۱۳۹۳ به فولاد خوزستان پیوست.
پس از جنجال کارت معافیت بازیکنان فوتبال، وی به عنوان بازیکن-سرباز با قراردادی دوساله به باشگاه فوتبال ملوان بندر انزلی پیوست؛ که پس از طی دوره آموزشی در پادگان آموزشی نیروی دریایی انزلی وارد تیم فوتبال ملوان از فصل ۹۴/۹۵ شد.

آرش افشین در تاریخ ۳۱ خرداد ۹۵ با قرار دادی دو ساله به استقلال تهران پیوست.
افشین پس از سپری کردن یک فصل نه چندان موفق در استقلال تهران و استقلال خوزستان در تاریخ ۳۱ تیر ۹۶ با قراردادی یک ساله به فولاد خوزستان بازگشت. آرش افشین در لیگ هفدهم با پیراهن فولاد خوزستان نتوانست درخششی داشته باشد و در لیست مازاد این تیم قرار گرفت.آرش افشین ۱۷ خرداد ۱۴۰۲ رسما از دنیای فوتبال خداحافظی کرد.

## آمار باشگاهی
آخرین به روز رسانی ۳۰ شهریور ۱۳۹۲
| باشگاهی | باشگاهی | باشگاهی   | لیگ  | لیگ | جام      | جام      | قاره | قاره | مجموع | مجموع |
| فصل     | باشگاه  | لیگ       | بازی | گل  | بازی     | گل       | بازی | گل‌   | بازی  | گل‌    |
| ایران   | ایران   | ایران     | لیگ  | لیگ | جام حذفی | جام حذفی | آسیا | آسیا | مجموع | مجموع |
| ------- | ------- | --------- | ---- | --- | -------- | -------- | ---- | ---- | ----- | ----- |
| ۸۹–۸۸   | فولاد   | خلیج فارس | ۲۱   | ۱   | ۱        | ۰        | -    | -    | ۲۲    | ۱     |
| ۹۰–۸۹   | فولاد   | خلیج فارس | ۳۰   | ۱۱  | ۳        | ۱        | -    | -    | ۳۳    | ۱۲    |
| ۹۱–۹۰   | فولاد   | خلیج فارس | ۲۲   | ۳   | ۳        | ۲        | -    | -    | ۲۵    | ۵     |
| ۹۲–۹۱   | فولاد   | خلیج فارس | ۲۸   | ۴   | ۱        | ۰        | -    | -    | ۲۹    | ۴     |
| ۹۳–۹۲   | سپاهان  | خلیج فارس | ۴    | ۱   | ۰        | ۰        | ۰    | ۰    | ۴     | ۱     |
| کل دوره | کل دوره | کل دوره   | ۱۰۵  | ۲۰  | ۷        | ۳        | ۰    | ۰    | ۱۲۳   | ۲۳    |

- پاس گل

| فصل   | باشگاه | پاس گل |
| ----- | ------ | ------ |
| ۸۹–۸۸ | فولاد  | ۴      |
| ۹۰–۸۹ | فولاد  | ۴      |
| ۹۱–۹۰ | فولاد  | ۲      |
| ۹۲–۹۱ | فولاد  | ۴      |
| ۹۳–۹۲ | سپاهان | ۰      |

## عملکرد ملی
افشین با عمل‌کرد خوب خود در تیم ملی امید توانست نظر افشین قطبی را به خود جلب کند. او اولین بار از طرف قطبی برای بازی در جام ملت‌های آسیا ۲۰۱۱ دعوت شد. این بازیکن جوان تیم ملی در بازی مقابل امارات، رکورد منحصربه‌فردی را از خود به جای‌گذاشت. افشین در این بازی که دومین بازی ملی‌اش بود موفق به زدن اولین گل ملی خود شد و چند دقیقه بعد با کارت قرمز از بازی اخراج شد. این اتفاق در حالی روی داد که این بازیکن جوان شب تولدش را سپری می‌کرد و فردای آن روز ۲۱ ساله می‌شد. او با این گل دومین گلزن جوان ایران بعد از کریم انصاری‌فرد در تاریخ جام ملت‌های آسیا شد.

### گل‌های ملی
| # | تاریخ      | مکان برگزاری              | حریف              | گل  | نتیجه | تورنمنت              |
| - | ---------- | ------------------------- | ----------------- | --- | ----- | -------------------- |
| ۱ | ۲۹ دی ۱۳۸۹ | ورزشگاه سحیم بن حمد، دوحه | امارات متحدهٔ عربی | ۱–۰ | ۳–۰   | جام ملت‌های آسیا ۲۰۱۱ |

## افتخارات
- قهرمانی در لیگ برتر فوتبال ایران ۹۳–۱۳۹۲ به همراه تیم فولاد خوزستان